# Michael Schünke
Michael Schünke (* 23. Juli 1950 in Dippoldiswalde) ist ein deutscher Arzt, Anatom und emeritierter Hochschullehrer.

## Leben
Michael Schünke, der 1950 im sächsischen Dippoldiswalde geboren wurde und dort bis zu seinem vierten Lebensjahr lebte, legte nach kurzen Zwischenstopps in Remagen, Gießen, Rendsburg und Weilheim 1971 sein Abitur an einer internationalen Schule im niederländischen Brunssum ab. Von 1974 bis 1978 absolvierte er ein Biologiestudium, zunächst an der Eberhard Karls Universität Tübingen und ab 1976 an der Christian-Albrechts-Universität zu Kiel, das er mit Diplom abschloss. Von 1979 bis 1983 war er wissenschaftlicher Mitarbeiter am Zoologischen Institut, Abteilung Zoophysiologie, der Mathematisch-Naturwissenschaftlichen Fakultät der Universität Kiel. Am dortigen Lehrstuhl für Zoophysiologie promovierte er 1982 zum Doktor der Naturwissenschaften; 1983 wurde er mit dem Fakultätspreis ausgezeichnet.
Als Biologe hatte Schünke jedoch immer das Gefühl, zu wenig medizinisches Wissen zu haben. Daher begann er 1983 ein Studium der Medizin. Von 1983 bis 1985 arbeitete er als wissenschaftlicher Mitarbeiter und von 1985 bis 1991 als Hochschulassistent am Anatomischen Institut der Universität Kiel. 1989 wurde er zum Doktor der Medizin promoviert. den. Zwischen 1989 und 1991 war er als Arzt im Praktikum tätig und erhielt 1991 die Approbation zum Arzt.
Bereits 1991 habilitierte Schünke sich in Anatomie und wurde Privatdozent an der Universität Kiel, wo er bis 1992 als Oberassistent am Anatomischen Institut tätig war. 1992 wechselte er als Oberassistent an das Anatomische Institut der Universität Lübeck, erhielt dort 1993 die Lehrbefugnis für das Fach Anatomie. 1994 folgte er einem Ruf der Universität Kiel zum Universitätsprofessor und wurde dort Direktor des Anatomischen Instituts.
Seit 1995 führt Schünke unter Mitarbeit seiner Ehefrau, der Biologin Gabriele Schünke, das vom 1989 (nach Erscheinen der 11. Auflage) verstorbenen Adolf Faller begründete Standardwerk Der Körper des Menschen fort, das er seither vollständig überarbeitet hat. Über 25 Jahre lang lehrte er, bis zum Jahr 2010, an der Schule für Physiotherapie der Lubinus-Stiftung in Kiel.
Spätestens 2016 wurde Schünke emeritiert und pensioniert. Er lebt mit seiner Frau in Kiel.

## Werke (Auswahl)
Hochschulschriften
- Wirkung der Anpassungstemperatur auf die Lipidzusammensetzung und auf die Aktivität der Glucose-6-Phosphatase in Membranen des endoplasmatischen Retikulums der Karpfenleber (Cyprinus carpio L.). Dissertationsschrift, Universität Kiel, 1982.
- Zelluläre und extrazelluläre Strukturen der Christa ampullaris an der Grenze zwischen endo- und perilymphatischem Kompartiment im Labyrinth des Meerschweinchens. Eine licht- und elektronenmikroskopische Untersuchung. Dissertationsschrift, Universität Kiel, 1990.
- Untersuchungen an arthrosedisponierten STR/1N-Mäusen. Ein Tiermodell zur Morphologie, Prävention und Therapie degenerativer Gelenkerkrankungen. Habilitationsschrift, Universität Kiel, 1991.

Fach- und Lehrbücher
- Topographie und Funktion des Bewegungssystems. Funktionelle Anatomie. 2. vollständig überarbeitete Auflage. Thieme, Stuttgart 2014, ISBN 978-3-13-118572-3 (1. Aufl.: 2000).
- mit Erik Schulte, Udo Schumacher: Prometheus. Lernatlas der Anatomie. Georg Thieme Verlag, Stuttgart. 3 Bände:
  - Allgemeine Anatomie und Bewegungssystem. 6. Auflage 2022, ISBN 978-3-13-244413-3 (1. Aufl.: 2005).
  - Innere Organe. 6. Auflage 2023, ISBN 978-3-13-244417-1 (1. Aufl.: 2005).
  - Kopf, Hals und Neuroanatomie. 6. Auflage 2022, ISBN 978-3-13-244421-8 (1. Aufl.: 2006).
- Adolf Faller (Begr.): Der Körper des Menschen. 17. überarbeitete Auflage. Thieme, Stuttgart 2016, ISBN 978-3-13-329717-2 (ab 12. Aufl.: 1995).